# Garry Herbert
Garry Gerard Paul Herbert (MBE) (født 3. oktober 1969 i London) er en engelsk tidligere roer og olympisk guldvinder.

## Rokarriere
Herbert var styrmand og var første gang med i en båd, der gjorde sig internationalt bemærket, da han var med i otteren, der vandt bronze ved U/23-VM i 1988, en præstation den britiske båd med Herbert gentog i 1990 samt ved senior-VM året efter.
Han skiftede herefter til toer med styrmand og stillede op i denne bådtype ved OL 1992 i Barcelona, sidste gang denne disciplin var på OL-programmet. Hans makkere i båden var brødrene Greg og Jonny Searle, og briterne satte overraskende olympisk rekord i indledende heat, en bedrift de gentog i semifinalen. De italienske favoritter, Carmine og Giuseppe Abbagnale og Giuseppe Di Capua, der havde vundet guld i 1984 og 1988, og de øvrige mandskaber kunne ikke følge med briterne, og det samme kom til at gælde i finalen, hvor italienerne ellers indledte med at tage en stor føring, men briterne roede sig op fra en tredjeplads og indhentede italienerne på med 25 rotag tilbage og sikrede sig guldet med et forspring på mere end et sekund, mens italienerne fik sølv og rumænerne Dimitrie Popescu, Neculai Țaga og Dumitru Răducanu sikrede sig bronze. Billedet af en tårevædet Herbert foran de meget højere og storsmilende Searle-brødre på sejrsskamlen efter løbet blev ikonisk i britisk sport.
Året efter blev trioen desuden verdensmester i samme disciplin, inden Herbert vendte tilbage til otteren, dog uden helt samme succes. Han var således med i denne bådtype ved OL 1996 i Atlanta, hvor briterne blev nummer otte. Herefter indstillede Herbert sin rokarriere.

## Videre karriere
Herbert er uddannet jurist og har virket som advokat. Han er nu bankmand, tv-kommentator samt foredragsholder.

## OL-medaljer
- 1992:  Guld i toer med styrmand